# Glomerella banisteriae
Glomerella banisteriae är en svampart som beskrevs av Viégas 1944. Glomerella banisteriae ingår i släktet Glomerella och familjen Glomerellaceae.   Inga underarter finns listade i Catalogue of Life.